# Abadía de Arbroath

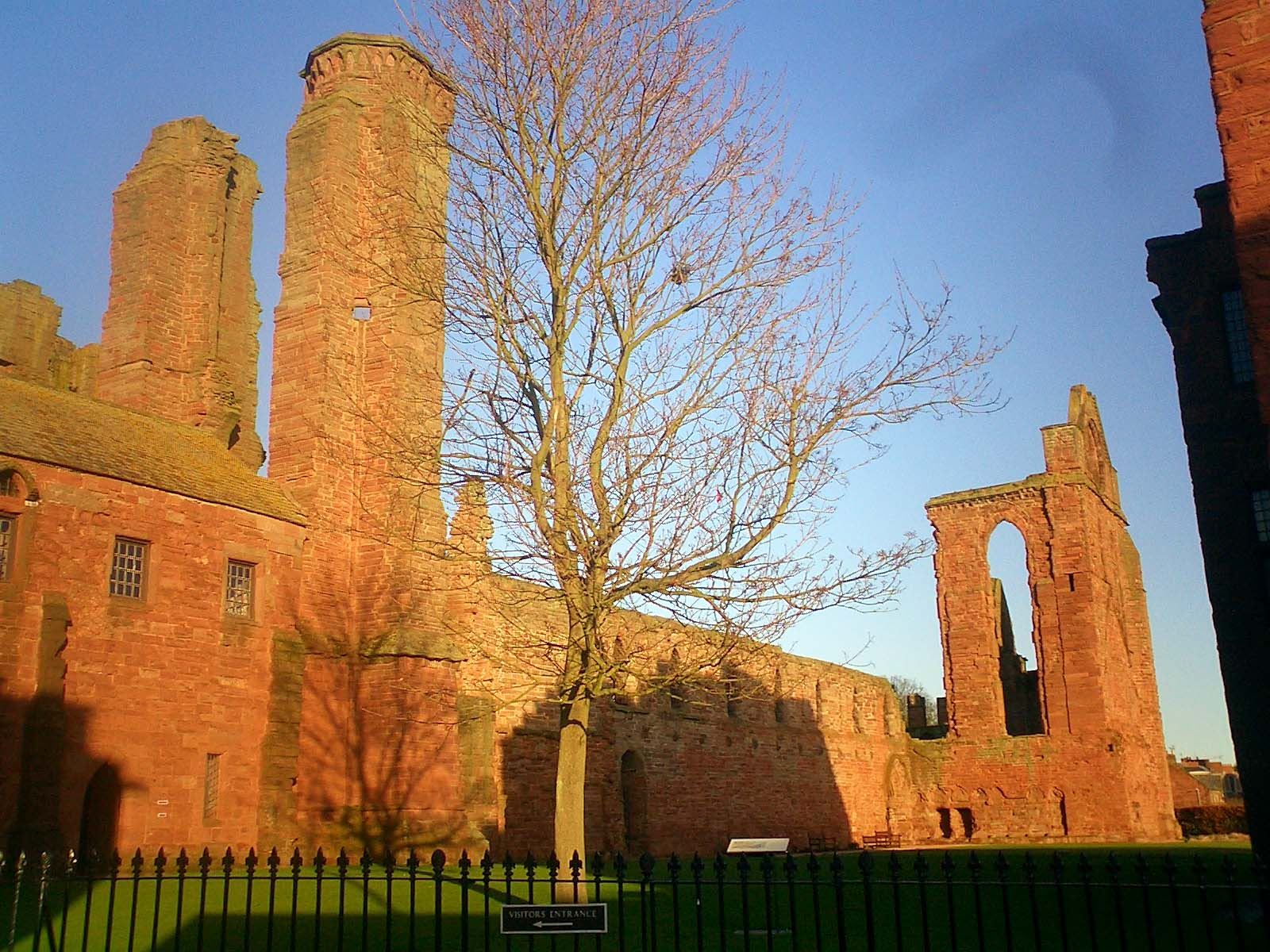
La Abadía de Arbroath, con su característico color rojizo.

La abadía de Arbroath (en inglés, Arbroath Abbey) es una abadía situada en la localidad de Arbroath, en Escocia (Reino Unido); fue fundada en 1178 por Guillermo I de Escocia para un grupo de monjes benedictinos de la abadía de Kelso. Fue consagrada en 1197 al fallecido Santo Tomás Becket, a quien el rey había conocido en la corte de Inglaterra. Fue la única fundación religiosa del rey Guillermo, que a su muerte en 1214 fue enterrado frente al altar mayor.
El último abad de Arbroath fue el cardenal David Beaton, quien en 1522 sucedió a su tío James como arzobispo de Saint Andrews. Actualmente, la abadía está bajo el cuidado de Historic Scotland y está abierta al público.

## Historia

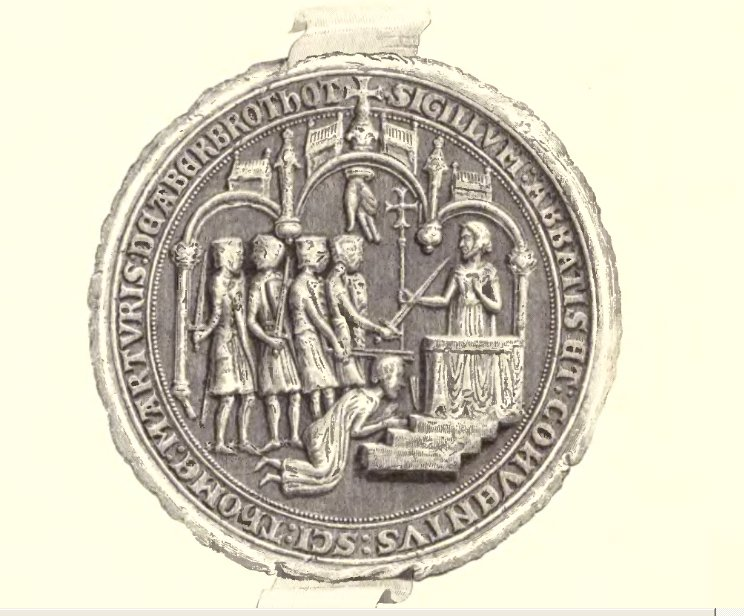
Sello de la Abadía, que representa el asesinato de Tomás Becket.

El rey Guillermo había dado a la abadía independencia con respecto a su iglesia principal, y la había dotado generosamente, otorgándole los ingresos de 24 parroquias, tierras y otras posesiones. Los monjes de la abadía podían además organizar un mercado y construir un puerto. El Juan I de Inglaterra le concedió además permiso para comerciar en cualquier lugar de Inglaterra, excepto Londres, sin pagar impuestos.
La abadía, la más rica de Escocia, es famosa sobre todo por su asociación con la declaración de Arbroath de 1320, que fue redactada, según se cree, por el abad Bernardo de Linton, que fue Canciller de Escocia bajo el rey Roberto I. Desde 1947, con una frecuencia aproximada de cuatro años, se celebra en las ruinas de la abadía de Arbroath un festival conmemorando la firma de la Declaración.
Tras la Reforma Protestante, la abadía quedó reducida a ruinas. Desde 1590, además, sus piedras fueron reutilizadas en diversos edificios de la ciudad de Arbroath. Este proceso de degradación continuó hasta 1815, cuando se tomaron los primeros pasos para proteger el lugar.
En Navidad de 1950, la Piedra del Destino fue robada de la Abadía de Westminster y traída a Escocia en dos pedazos. Tras un largo periodo de búsqueda, la piedra volvió a aparecer en la abadía de Arbroath, en su altar mayor.

## Arquitectura

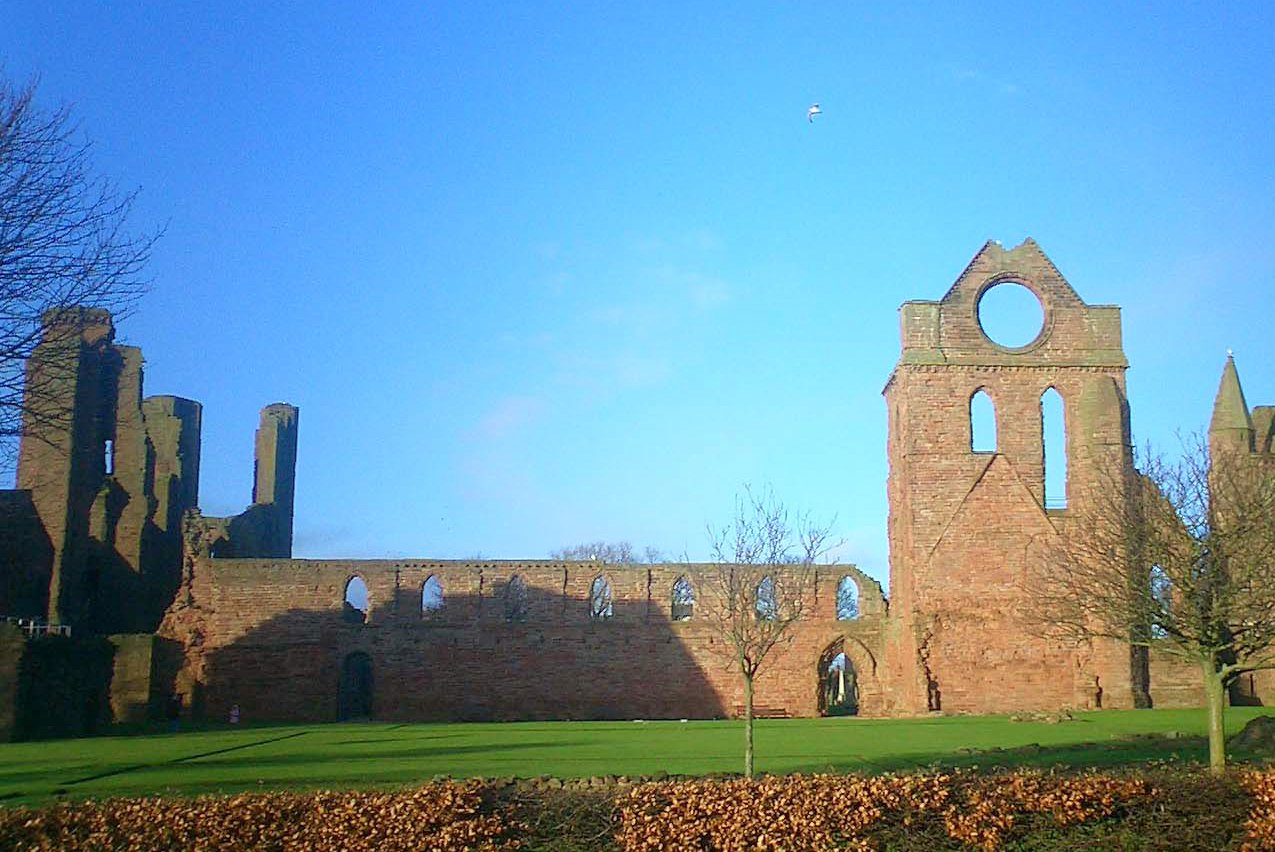
Vista de la abadía, mostrando su gran "O" en la portada sur.

La abadía fue construida en un periodo de sesenta años, empleando piedra arenisca local, aunque da una impresión de pertenecer al periodo gótico perpendicular inglés, con reminiscencias de la arquitectura normanda tardía. El triforio sobre la puerta es único en la arquitectura medieval escocesa, y está flanqueado por dos torres gemelas decoradas con arcos ciegos. Se trataba de una iglesia cruciforme que medía 276 pies de largo y 160 de ancho (84m x 29m aproximadamente). Los restos actualmente conservados se reducen a la sacristía, del siglo XV, el transepto meridional, parte del coro y el presbiterio, la parte sur de la nave, partes de las torres occidentales y la fachada occidental.
La abadía originalmente presentaba una torre central, posiblemente con una aguja, visible desde varios kilómetros, que serviría además como punto de referencia para barcos. La delicada piedra arenisca de las paredes fue inicialmente protegida con yeso en el interior, y con estuco en el exterior. Estas protecciones desaparecieron hace siglos, junto con gran parte de los detalles arquitectónicos, aunque todavía pueden encontrarse algunos fragmentos desprendidos del edificio, que nos permiten apreciar el efecto original, refinado aunque austero.
La ventana circular de la fachada sur se iluminaba durante las noches, para servir como faro para los marinos. En la zona se la conoce como la Round O ("la O redonda"), y a los habitantes de Arbroath como Reid Lichties (en escocés reid significa "rojo").
Durante el verano de 2001 se inauguró un nuevo centro para visitantes junto a la fachada oeste de la abadía. Se trata de un edificio construido también en piedra arenisca, que alberga exposiciones sobre la historia de la abadía, así como algunos de los restos conservados del edificio. El piso superior muestra una maqueta a escala del complejo de la abadía, un recorrido virtual por la iglesia y una galería con vistas de las ruinas. Durante el proceso de construcción del centro para visitantes se descubrieron los cimientos de una antigua muralla medieval, un portón, así como un fragmento de piedra rechazado durante el proceso de fabricación, lo que muestra probablemente que este era el lugar de trabajo del mampostero durante el proceso de construcción de la abadía.